# Suracarta satanas
Suracarta satanas är en insektsart som beskrevs av Schmidt 1909. Suracarta satanas ingår i släktet Suracarta och familjen spottstritar. Inga underarter finns listade i Catalogue of Life.